# Чечима
Чечима (итал. Cecima) — коммуна в Италии, находится в регионе Ломбардия, в провинции Павия.
Население составляет 276 человек (2008), плотность населения составляет 28 чел./км². Занимает площадь 10 км². Почтовый индекс — 27050. Телефонный код — 0383.
Покровительницей коммуны почитается Пресвятая Богородица, празднование 12 сентября.

## Демография
Динамика населения:

## Администрация коммуны
- Официальный сайт: http://www.comune.cecima.pv.it/